# Quiroga (parroquia)
Quiroga (llamada oficialmente San Martiño de Quiroga) es una parroquia y una villa española del municipio de Quiroga, en la provincia de Lugo, Galicia.

## Organización territorial
La parroquia está formada por diez entidades de población, constando nueve de ellas en el nomenclátor del Instituto Nacional de Estadística español:

### Entidades de población
Entidades de población que forman parte de la parroquia:
- As Medas
- Barca del Castillo (A Barca do Castelo)
- Casa de Outeiro (A Casa de Outeiro)
- Caspedro
- Pacios de Mondelo
- Paciovello (Pacio Vello)
- Quiroga
- Toucedo (O Toucedo)
- Villaverde (Vilaverde)

### Despoblado
Despoblado que forma parte de la parroquia:
- Escanos (Os Escanos)

## Demografía

### Parroquia
| Gráfica de evolución demográfica de Quiroga (parroquia) entre 2000 y 2020 |
|                                                                           |
| Datos según el nomenclátor publicado por el INE.                          |

### Aldea
| Gráfica de evolución demográfica de Quiroga (aldea) entre 2000 y 2020 |
|                                                                       |
| Datos según el nomenclátor publicado por el INE.                      |